# Kon-Yambetta
Kon-Yambetta est une commune du Cameroun située dans la région du Centre et le département du Mbam-et-Inoubou.

## Population
Lors du recensement de 2005, la commune comptait 8 692 habitants.

## Chefferies traditionnelles
L'arrondissement compte deux chefferies traditionnelles de 2e degré reconnues par le ministère de l'administration du territoire et de la décentralisation :
- Canton Yambetta
- Canton Bapé

## Organisation
La commune comprend les villages suivants :
- Babetta
- Bamoko
- Bayomen
- Bebetta
- Begui
- Bonek
- Dii
- Diodare
- Edop
- Gah-Bape
- Kalong
- Ken
- Kiboum
- Kon
- Kon-Kidoun
- Lakpwang
- Lalle
- Ndeng
- Ninguessen